# Plymouth Belvedere
Plymouth Belvedere är en bilmodell som tillverkades av Plymouth åren 1951-1970. 1964 användes modellen för att introducera 426 Hemi.
- Wikimedia Commons har media som rör Plymouth Belvedere.